# Listă de filme de groază din 1986
Aceasta este o listă de filme de groază din 1986.